# Museo Vivo de Bujumbura
El Museo Vivo de Bujumbura es un zoológico y museo público de Buyumbura (Burundi) fundado en 1977. Está dedicado a la flora, la fauna y las artes de Burundi. Ocupa unas 3 hectáreas al aire libre y se  accede por la calle 10 de Octubre. En diciembre de 2016 la colección del zoológico incorporó seis cocodrilos, una mona, un leopardo, dos chimpancés, tres numídidos, un testudínid, un antílope, y varias serpientes y peces. Varios artesanos tienen talleres en el parque donde muestran su trabajo. También se pueden apreciar muchos tipos de árboles distintos y la reconstrucción de una casa tradicional de Burundi. El número de los visitantes al museo cayó en picado después de la crisis política burundesa de 2015.